# Franco Rossi (giornalista)
Franco Rossi (Firenze, 25 settembre 1944 – Milano, 30 ottobre 2013) è stato un giornalista italiano.

## Carriera
Comincia la propria carriera di giornalista sportivo a Torino, presso Tuttosport nel 1965, prima nella redazione torinese (fino al 1975), successivamente come corrispondente da Milano (fino al 1979). Lasciato Tuttosport passa prima a la Repubblica (1979-1986) poi al Corriere dello Sport - Stadio (1987-1989). Nel 1989 viene assunto a Il Giorno, diventandone, nel 1995, il direttore responsabile della redazione sportiva (carica mantenuta fino al 1997).
Nel 1997 inizia a scrivere il libro "Perda il migliore. Il paradosso di 15 mondiali di calcio" poi pubblicato nel 1998.
Negli ultimi anni, diventa un popolare opinionista televisivo: dal 1999 collabora con costanza per i programmi sportivi in onda su Telenova, commentando i risultati delle partite e rispondendo alle telefonate dei telespettatori durante le trasmissioni 91º minuto e Nova stadio. Mentre in seguito, dal 2006 al 2008, ha collaborato anche con Italia 1, nel ruolo di opinionista nei programmi Studio Sport (durante i Mondiali 2006) e Controcampo - Diritto di replica.
Nel periodo giugno-luglio del 2002 la sua popolarità supera i confini nazionali: quando segue come inviato del giornale giapponese Yomiuri Shinbun (il più venduto del mondo) il campionato mondiale di calcio. Forte, infatti, era l'esigenza di contare su di un esperto occidentale in grado di rafforzare la redazione sportiva in materia calcistica.
Ha pubblicato due libri anche in Giappone: nel 2001 “Gyakusetsuno World Cup” e nel 2008 “Calcio Italia Tushin”.
È stato direttore sportivo in Serie A, ma si dimise dopo pochi mesi in quanto ha preferito tornare a fare il giornalista. Fu anche un grande appassionato di ippica e in particolare di trotto.

### Morte
Malato da tempo di cancro, muore il 30 ottobre 2013 a 69 anni. Cremato, le sue ceneri sono tumulate in una celletta nel Cimitero Maggiore di Milano.

## Opere
- Gianni Poli, Franco Rossi, Milan 1982-'83 - Derby, a presto.
- Franco Rossi, Perda il migliore. Il paradosso di 15 mondiali di calcio, Limina, 1998,  p. 254, ISBN 978-88-86713-72-6.

## Riconoscimenti
- Premio Coni
- Premio Gianni Brera
- Premio Nazionale Torretta
- Premio Beccali[senza fonte]